# ロン・デニス

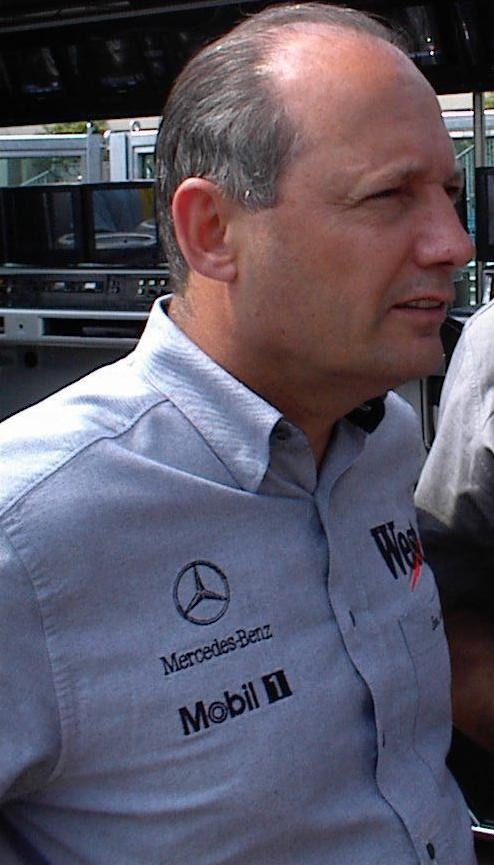
ロン・デニス（2000年 モナコGP）

ロン・デニス（Sir Ron Dennis CBE, 1947年6月1日 – ）は、マクラーレン・グループの元CEOであり、イギリスのF1コンストラクター、マクラーレン・レーシングのチーム代表でもあった。完璧主義者で知られる。

## 来歴

### モータースポーツへ
元銀行員。1966年からクーパーやブラバムでヨッヘン・リントやジャック・ブラバムのパーソナル・メカニックを務める。1971年、同僚のニール・トランデルと独立して『ロンデル・レーシング』を作りフォーミュラ2に進出した。ロンデルはF1進出計画も立てたが、オイルショックの影響で実現には至らなかった。

### マクラーレン・インターナショナル
その後、新たなチーム『プロジェクト3』を興し、フォーミュラ2やフォーミュラ3で成功を収め、1979年にはマールボロの支援を得て『プロジェクト4』に移行する。マールボロはマクラーレンF1のメインスポンサーでもあったが、成績低迷のてこ入れとしてチーム運営に介入し、1980年後半にプロジェクト4と合併させ『マクラーレン・インターナショナル』へと改組した。
デニスはチーム監督に就任し、テディ・メイヤーら旧体制は実質的な「乗っ取り」により刷新された。このことにより、以後に作られたマシンはマクラーレンの（マルボロの）「M」とプロジェクト4の「P4」を掛け合わせ「MP4」シリーズと命名される。

### F1チャンピオン
デニスは早速リーダーとしての手腕を発揮し、デザイナーのジョン・バーナードを招聘してカーボンモノコックのシャーシMP4/1を製作させた。また、TAGの資金協力でポルシェにターボエンジン開発を依頼。ドライバーも一度F1を引退したニキ・ラウダを復帰させ、アラン・プロストを獲得。その後、1984年からドライバーズタイトルを3連覇、コンストラクターズタイトルを2連覇した。

### ホンダと頂点へ
1988年にはホンダエンジンと提携し、プロストとアイルトン・セナを組ませ16戦中15勝という成績を残し、再びドライバーズタイトル&コンストラクターズタイトルを獲得した。しかし、その期間はジョイント・ナンバーワン体制が原因でプロストとセナの関係に軋轢を生み、デニスは両者の扱いに苦慮することになる。1990年からはプロストに代わりゲルハルト・ベルガーを迎え、マクラーレンは1991年まで、4年連続でダブルタイトルを獲得した。

### 低迷期
1992年以降、ハイテク競争や空力デザイン面で出遅れたマクラーレンは低迷期に入る。トップチームに返り咲いたウィリアムズや、新たに台頭してきたベネトンらとタイトル争いができなくなっていった。ホンダとの提携終了からエンジンがフォード・コスワース、プジョーと毎シーズン変更されたことで戦闘力が低下し、セナの離脱、ナイジェル・マンセルは加入したもののわずか3ヶ月で引退と、チームマネージメントの不安定な時期が続いていた。

### トップへ返り咲き
一方で、斜陽のチーム・ロータスで好走を見せた若手ミカ・ハッキネンをドライバーに抜擢し、1995年からエンジンパートナーとしてメルセデスと提携したことで、チーム力が徐々に回復し始めた。1996年にはデビッド・クルサードをチームメイトに登用し、1997年にはメカニカルデザイナー、エイドリアン・ニューウェイを招聘、1998年からブリヂストンタイヤとも提携した。その成果が実を結び、同年ハッキネンがドライバーズタイトルを、チームはコンストラクターズタイトルを獲得し、1991年以来のダブルタイトル獲得を成し遂げ、トップチームに返り咲いた。
1999年にハッキネンがドライバーズタイトルを再び獲得したが、コンストラクターズタイトルは獲り逃がした。その後、2000年、2001年、2003年、2005年、2007年もタイトル争いを繰り広げ今一歩で及ばなかったが、2008年には自らが発掘したルイス・ハミルトンがドライバーズタイトルを9年ぶりにもたらした。

### 市販車部門へ
2009年1月16日の新車発表会において、3月1日をもってチーム代表を退任しマーティン・ウィットマーシュにその座を引き継ぐことを表明。この際、今後もチームに深く関わっていくつもりであることを宣言し、レース界そのものからの引退は否定した。
しかし、4月16日にマクラーレン・グループ全体の構成の見直しによって、同グループの市販車部門である『マクラーレン・オートモーティブ』がグループから離脱することとなったのに伴い、デニスはその会長に就任し、レース部門から完全に引退することが明らかにされた（実際には市販車部門のグループからの分離は行われなかった）。その後2012年にはマクラーレン・グループ全体のCEOの座もウィットマーシュに譲り、自身はグループ全体及び市販車部門の会長として一歩引いた形となっていた。

### CEOへ返り咲き
2014年1月にグループCEOに復帰したのみならず、F1チームの指揮権も掌握。その後ウィットマーシュはチームのウェブサイトから名前が消え、F1チームの代表はロータスから移籍してきたエリック・ブーリエらが担当するものの、デニスがグループのトップに返り咲いた。

### 終止符
しかし、2016年11月15日に行われた株主総会を受け、マクラーレン・テクノロジー・グループの会長兼CEOを辞任。翌2017年6月には保有していたマクラーレンの株式全てを売却、37年にわたるマクラーレンとの関係に完全に終止符を打った。今後は様々な企業の顧問職などに関与する意向を示している。

## F1以外のビジネス
マクラーレン・グループを有力企業に成長させ、1989年にはマクラーレン・カーズを設立し、1993年にはデザイナーのゴードン・マレーの手によるマクラーレン・F1の販売にこぎつけるなど、自動車関係の他業種にも積極的に進出した。
また、通称「パラゴン」と呼ばれる超豪華な本社社屋（マクラーレン・テクノロジー・センター:MTC）を完成させた。2000年には大英帝国勲章のコマンダー（CBE)を受勲した。

## エピソード
- 完璧主義者として知られ、レースに対する熱意、勝利への執着心が強い。「自分のチームのマシンが表彰台で1・2位を獲らないと、気分が悪くなる。」と述べたこともある。
- また、その細部にまで完璧さを追求するスタイリッシュなこだわりは、マクラーレンのチームカラーに反映されており、「ピットクルーのシャツに付いた染み汚れさえ許さない」、「本社MTCの床には塵ひとつなく、病院の手術室より清潔」「参戦のために訪れたサーキットのピットガレージが汚れていたため、チーム独自できれいなタイルを用意し床一面に敷き詰めさせた。」などの逸話が語られている。また、
- 極めて几帳面な性格でもあり、テストドライバーであったヤン・マグヌッセンと空港へ行った際に、マグヌッセンはパスポートをスーツケースに入れており、しかもそのスーツケースが全くと言っていいほど整理整頓されておらず、「最もでたらめなグランプリ・ドライバー」「こんな人間は頭の中もカオスだ」と評し、マグヌッセンを見切るきっかけとなったと述べている[7]。
- 1997年、銀色のグラデーションに彩られたニューマシン、MP4-12のカラーリングの一部がどうしても気に入らず、新車発表会当日の朝に塗り替えさせた。
- 本社MTCの向かいの豪邸に住むデニスは、毎朝SLRマクラーレンに乗って通勤する。家からMTCの間には池があり、車が近づくとセンサにより池から橋がせり上がってくる。この巨額の装置を完成させたのが2004年、マクラーレンがF1で不調なシーズンだったため、F1ジャーナリスト達から「注力すべき部分を間違えている」と批判的な反応も見受けられた[8]。
- 約600名いるチームのスタッフを「家族」と呼び、全員の顔と名前を覚えておりファースト・ネームで呼ぶ。
- スタッフを雇用する際の面接はデニス自身が行う。
- グランプリを転戦するトランスポーターの運転手を採用する際、面接でデニスが「いつから来られる？」と尋ねたところ、そのスタッフが「週末に結婚式を挙げるので、来週からにして欲しい」と答えた。デニスが「じゃあ新婚旅行はどうするんだ？」と聞き、スタッフが「これまで失業中だったから、資金も無いし予定はないです」と答えると、「この仕事についたら休日に家を空けることが多くなるから」と、デニス自身のポケットマネーで週末のハネムーンをプレゼントした。
- 安川実（ロジャー安川の父、元レイトンハウスF1マネージャー）がマクラーレンに雇用され、ロンから「日本では贈り物をするときには、包装紙に包んで更に手提げに入れるのか？　それとも手提げに入れれば包装紙はいらないのか？　どちらがお客様に失礼でないのか」と真顔で質問された。内容の細かさに安川が思わず笑い出すとデニスは、「笑い事じゃない。そのためにお前を雇ったんだ。」と真顔で日本における完全な正解を求めた。
- イギリスに駐在していたホンダのエンジニアが、息子の誕生パーティー（英国ではクラスメートらを招いて大々的に行う習慣がある）の開催場所に困っていたところ、ロンはマクラーレンのファクトリーの提供を申し入れた。子供たちは憧れのF1マシンに囲まれ、最高の思い出をつくることができた。
- 1986年2月、フランク・ウィリアムズがフランスで交通事故に遭い、下半身不随となる重傷を負った際にデニスは真っ先に入院先の病院を突き止め、フランクがイギリスに好きなときに帰れるよう、デニスのプライベート・ジェットをいつでも提供すると電話を掛けた（当時、プライベート・ジェットはF1界でまだラウダ、ピケなど数えるほどしか普及しておらず、質実剛健主義のウィリアムズは保有していなかった）。
- 1989年、イモラサーキットで当時フェラーリに所属していたゲルハルト・ベルガーが大事故を起こした際、デニスは入院先のオーストリアの病院へ見舞いに出向きマクラーレンのステアリングをプレゼントした。ベルガーは取材に訪れた記者にマクラーレンのステアリングを握り運転するふりをするパフォーマンスを行った。ベルガーは2戦後のメキシコグランプリで復帰すると、お礼を言いにロンの元を訪れ談笑したがそれを見たデイリーミラーはグランプリ後「ゲルハルト・ベルガー、マクラーレン入りか」との記事を掲載するまでになる[9]。
- 自分の決めたこと以外に興味を示さない性格を非難されることもある。モナコグランプリでは、優勝者とチームマネージャーが大公とのディナーに招かれるのが恒例になっているが、1988年にプロストが優勝した際、デニスは約束の時間に遅刻して現れた。プロストは後に「彼（デニス）主催のパーティではないからどうでもいいのかも知れないが、（フランス人にとっては特別な存在である）大公の前で恥をかかされたくはなかった。」と当時の不快な思いを吐露した。
- プロスト、ファン・パブロ・モントーヤ、デビッド・クルサード、フェルナンド・アロンソらは、マクラーレンはジョイントナンバーワンと言いつつも、デニスのお気に入りであるアイルトン・セナ、ミカ・ハッキネン、キミ・ライコネン、ルイス・ハミルトンらに比重が傾くことを、それぞれ状況や言い分は違うが指摘、非難している。
- ライコネンはマクラーレンから2006年末にフェラーリへ移籍が決まった際、「彼（デニス）は人の話を聞かない。彼が耳を傾けるような相手は世界中探してもいない」とその性格を表現した。
- メディアの取材に対し、持ってまわった難解な表現で答える場合があり、ジャーナリストからはRonspeakと呼ばれている（日本の雑誌等では「ロン語」と訳される）。レース現場では冷たい印象を与えるが、親しい関係では冗談好きの人物と云われ、特にセナとゲルハルト・ベルガーを擁した時期には、3者の間で面白いエピソードを残している。有名なものとして「セナとベルガーが共謀して、デニスをワニ園の沼に突き落とした」事件がある。
- デニスはイタリア系の人物を嫌う傾向があり、ミナルディのチームオーナーであったジャンカルロ・ミナルディに、「英語を話せない奴は、サーキットに来るな。」と言い、ミナルディから「おまえはイタリア語のなにが話せるんだ。」と言い返されたことがあった。デニス参加後のマクラーレンではイタリア人ドライバーの起用はマールボロと縁深かったアンドレア・デ・チェザリスただ1人だけであり、デニスはプロジェクト4のF2参戦でも彼を起用していたが、F1では高価なカーボンモノコックを採用したマシンをチェザリスが何台も大破させたことで1年で見切っている。
- マクラーレンチームは長年タバコメーカーをタイトルスポンサーとしてきたが、デニス自身は嫌煙家である。マクラーレンのテストドライバーだったヤン・マグヌッセンがデニスに隠れて喫煙していたところ見つかってしまい、罰金を取られたというエピソードがある。
- ゲルハルト・ベルガーに、イタズラで2度殺されかけたことがある。1度目は、一緒にマリン・ダイビングをしていたとき、かなり深くまで潜った段階でベルガーがデニスの酸素ボンベのスイッチを切ってしまったときで、2度目は、海に放り投げられ、サメを集めようと餌をまき始めたときだった。デニスは、当時を振り返って「今になれば笑い話だが、そのときは笑える状況じゃなかった」と話してる[10]。
- その容姿から、日本でF1実況アナウンサーを務め、元プロレス実況者である古舘伊知郎より「F1界のドリー・ファンク・ジュニア」と往年のレジェンドプロレスラーの薄い頭髪と似ていると称された。